# Natale Biddau
Natale Biddau (Sestri Ponente, 27 dicembre 1919 – ...) è stato un calciatore italiano, di ruolo attaccante.

## Biografia
Di origini sarde, più precisamente di Ardara, parallelamente all'attività calcistica lavorava come operaio. Durante la Seconda Guerra Mondiale fu deportato a Dachau insieme al padre Giovannino, che morì nel campo di concentramento. Tornato in Italia, riprese la sua carriera calcistica e, una volta ritiratosi, fece parte dell'ANED di Genova. Nel 2011 gli è stata conferita la Medaglia d'onore.

## Caratteristiche tecniche
Giocava come centravanti o come ala.

## Carriera
Nella stagione 1938-1939 gioca nella Polisportiva Manlio Cavagnaro, in Serie C, così come nella stagione 1939-1940; l'anno successivo, posto in lista di trasferimento, parte per il servizio militare. Dal 1941 al 1943 torna alla Manlio Cavagnaro, dove disputa altri due campionati consecutivi di terza serie fino all'interruzione dei campionati dovuta alla guerra; nell'arco di questo biennio mette a segno complessivamente 12 gol in 36 presenze. Dopo la fine del conflitto riprende anche a giocare, ripartendo nella sua ex squadra che aveva cambiato nome in Fratellanza Sportiva Sestrese. Nella Serie B-C Alta Italia i liguri si classificano al nono posto in classifica grazie anche ai 9 gol in 22 presenze di Biddau e vengono ammessi al successivo campionato di Serie B. Nella stagione 1946-1947 Biddau realizza 21 gol in 39 incontri, e la squadra retrocede in Serie C. L'attaccante si trasferisce quindi al Vigevano, con cui nella stagione 1947-1948 realizza 3 gol in 14 incontri in Serie B, categoria in cui i lombardi si piazzano al nono posto in classifica retrocedendo in terza serie per via della riforma dei campionati. Rimane al Vigevano anche nella stagione 1948-1949, disputata in Serie C. Successivamente dopo un anno in Promozione (massimo livello regionale dell'epoca) all'Imperia è tornato di nuovo alla Sestrese, con la cui maglia nella stagione 1950-1951 ha giocato in Serie C ed ha messo a segno 5 reti in 20 presenze. Ha poi giocato per altri tre anni in squadre dilettantistiche liguri, ritirandosi nel 1954.
In carriera ha giocato complessivamente 53 partite in Serie B, nel corso delle quali ha anche segnato 24 gol.